# Militia (Band)
Militia war eine US-amerikanische Hip-Hop-Gruppe. 1998 veröffentlichte sie ihr selbstbetiteltes Debütalbum, das den Single-Hit Burn enthielt.

## Bandgeschichte
Militia wurde von Jamaal Smith („Diz“) und Donald Silas („Deviuz“) zunächst als Hip-Hop-Duo in Oakland, Kalifornien gegründet. Hinzu kamen die beiden Rapper Lord G (Mkonto Fields) und Mr. Tan (Olan Thompson) sowie die Rapperin Ms. Toi (Toikeon Parham). Damit bestand die Gruppe aus Rappern, die aus verschiedenen Ecken der vereinigten Staaten kamen: Diz kam ursprünglich aus Oklahoma City, Deviuz und Ms. Toi lebten in Los Angeles, während Lord G. aus Detroit und Mr. Tan aus Long Island kamen. Anschließend setzte man sich mit den Produzenten Emanuel Dean und Shawn „FMB“ Billups zusammen und komponierte zusammen das selbstbetitelte Debütalbum. Dieses wurde 1998 über Red Ant Entertainment veröffentlicht. Die Single Burn wurde als erstes ausgekoppelt. Dabei handelte es sich um den ersten Song, den die Gruppe, damals noch als Duo, aufgenommen hatte. Der Song handelt von der Suche nach Marijuana, das den beiden während der Aufnahmen ausgegangen war. Das Lied entwickelte sich zum ersten und einzigen Hit der Band. Es verkaufte 119.000 Einheiten und erreichte Platz 52 der US-amerikanischen Billboard Hot 100.
Die Wrestler-Gruppierung nWo Wolfpac wollte Burn als Einmarschmusik verwenden, scheiterte aber an den Rechten des Songs. Stattdessen ließen sie sich ihren Song nwo Wolfpac Theme von Jimmy Hart & Howard Helm nach den Motiven des Songs komponieren. C-Murder rappte den Song dann ein. Bei Houseshows, die nicht aufgezeichnet wurden, dagegen verwendeten sie Militias Burn.

## Stil
Musikalisch versuchte man aus dem starren Konzept des East-Coast-vs.-West-Coast-Konfliktes auszubrechen, indem man beide Lager verband: den eher Gangsta-Rap-lastigen Stil aus New York und den LA-basierten G-Funk.

## Diskografie
Alben
- 1998: Militia (Red Ant Entertainment)

Singles
- 1997: Burn
- 1998: Who’s the Next